# Lauren Hemp
Lauren Hemp, née le 7 août 2000 à North Walsham, est une footballeuse internationale anglaise, qui joue au poste d'attaquante à Manchester City.

## Biographie
Le 15 juin 2022, elle est sélectionnée par Sarina Wiegman pour disputer l'Euro 2022.

## Palmarès

### En club
- Manchester City
  - Coupe d'Angleterre :
    - Vainqueur : 2020.
    - Finaliste : 2022.

  - Coupe de la Ligue anglaise :
    - Vainqueur : 2022.

### En sélection
- Angleterre - 20 ans
  - Coupe du monde des moins de 20 ans :
    - Troisième : 2018.

- Angleterre
  - Vainqueur du Championnat d'Europe : 2022 et 2025 
  - Vainqueur de la Finalissima féminine : 2023
  - Finaliste de la Coupe du monde : 2023

### Distinctions personnelles
- Membre de l'équipe type de l'Euro des moins de 17 ans en 2017.